# Forte Ceraino
Il forte di Ceraino, inizialmente chiamato forte Hlawaty, è una fortezza edificata dagli austriaci che sorge nel territorio del comune di Dolcè sulla riva sinistra del fiume Adige.
Passato nel 1866 in mano italiana, ha assunto il nome di forte Ceraino (dal nome della frazione del comune ove si trova). Attualmente dismesso dall'esercito, versa in uno stato di abbandono.

## Storia

Entrata del forte Ceraino

Il forte fu costruito dagli austriaci tra il 1850 e il 1851 e intitolato al luogotenente feldmaresciallo Johann von Hlawaty come riconoscimento per le sue opere di architettura militare. La costruzione, voluta dal feldmaresciallo Radetzky, serviva per creare uno sbarramento, insieme ai forti di Wohlgemuth (Rivoli), Mollinary (Monte) e Chiusa, verso la strada del Brennero e lo sbocco della Vallagarina. Il forte di Ceraino, come gli altri, fu progettato dall'Imperiale Regio Ufficio delle Fortificazioni di Verona e i lavori furono diretti dal Maggiore del Genio Felix von Swiatkiewich.
Al termine della Terza guerra d'indipendenza nel 1866, con l'annessione del Veneto al Regno d'Italia, il forte passò di mano al Regio Esercito, che lo ammodernò nel 1884 e si adoperò per invertire il tiro dell'artiglieria. Da questo momento assunse il nome di Forte di Ceraino.
Venne poi utilizzato come deposito di munizioni ed in seguito dismesso. Utilizzato negli ultimi anni dal corpo forestale, oggi versa in uno stato di abbandono che minaccia il suo discreto stato di conservazione.

## Struttura e caratteristiche
Il forte si trova ad un'altezza di 236 m s.l.m. ed è posto su un pianoro a dominio della valle dell'Adige, sul fianco del Monte Pastello. Era ed è tuttora raggiungibile, in circa 30 minuti, mediante una stretta strada militare che parte dalla frazione di Ceraino e che lo collega poi al Forte di Monte.

Il tamburo difensivo di gola

La sua costruzione è stata vincolata dalle asperità rocciose, che lo hanno portato ad avere una pianta irregolare.
L'edificio è stato costruito interamente in pietra di rosso ammonitico locale. La parte principale consiste in una batteria centrale costituita da una casamatta diretta verso la valle dell'Adige, con 8 feritoie per l'artiglieria. Al fianco troviamo un muro che collega due parti distinte, provvisto di feritoie. Le due parti sono costituite da due casematte, una a nord che punta la zona nord-ovest (con cinque feritoie) e una a sud che presenta due feritoie rivolte verso ovest.
All'esterno è dotato di una recinzione che protegge le cannoniere, con uno strato di terra spesso oltre due metri. Inoltre il forte è circondato da un fossato, largo circa tre metri e profondo altrettanti, che si stringe verso la parte della roccia. All'entrata è presente un ponte levatoio.
All'interno troviamo un cortile con grandi cisterne per l'acqua piovana con ingegnosi sistemi di canalizzazione. Gli interni sono ben progettati e presentano varie stanze di diverso utilizzo: cannoniere, scale interne e corridoi, magazzini, stanze per gli ufficiali, ecc.

## Presidio di guerra e armamento
Durante i periodi di guerra il forte poteva ospitare una guarnigione variabile tra i 1/2 e 3/4 di compagnia di fanteria e da 100 a 115 artiglieri.